# Maison Moulan
La maison Moulan est un immeuble classé situé dans le centre historique de la ville de Verviers en Belgique (province de Liège).

## Localisation
Cette maison bien connue des Verviétois est située dans le centre de Verviers, au no 37 de Crapaurue, artère commerciale qui relie la place du Marché à la place Verte. Elle se trouve au carrefour de Crapaurue et de la rue des Carmes.

## Historique
La façade avant a été construite en 1650 alors que le pignon oriental en colombage est antérieur à cette époque. Avant 1963, l'immeuble était occupé par la quincaillerie Moulan qui a laissé son nom à la bâtisse. Devenue propriété de la ville de Verviers en 1963, la maison Moulan abrite les services des allocations et avantages sociaux pour personnes handicapées.

## Description

### Façade avant
La façade avant (Crapaurue) possède deux niveaux et demi et date de 1650 comme l'indique un cartouche placé au centre de la façade. Le rez-de-chaussée est réalisé en pierres calcaires équarries alors que les étages sont bâtis en brique avec les encadrements des baies en pierre calcaire. Des cordons moulurés de pierre calcaire marquent la limite entre le rez-de-chaussée et l'étage. Au centre du rez-de-chaussée, la porte d'entrée se trouve au-dessus de quatre marches en pierre calcaire. À gauche de la porte, se trouvent une baie à croisée et une à traverse et, à droite, une vitrine de la fin du XIXe siècle remplaçant deux baies à croisée. Au premier étage, on trouve de gauche à droite une baie à traverse puis quatre baies à croisée. La partie supérieure de la façade est percée par cinq petites baies carrées.

### Pignon
Le pignon oriental (rue des Carmes) est la partie la plus ancienne du bâtiment. Il est antérieur à 1650 mais aucune date de la construction n'est connue. Il est constitué de colombages et d'un torchis enduit et peint en blanc dans lequel onze petites baies ont été percées aux étages. La partie droite de ce pignon, contemporaine à la façade avant, est réalisée en pierre calcaire et brique et possède deux baies à croisée.

### Façade arrière
La façade arrière, haute de trois niveaux et demi, est bâtie en brique au cours de la seconde moitié du XVIIIe siècle. Les étages sont recouverts d'ardoises et percés de six baies rectangulaires aux deux étages et deux petites baies sous la corniche .

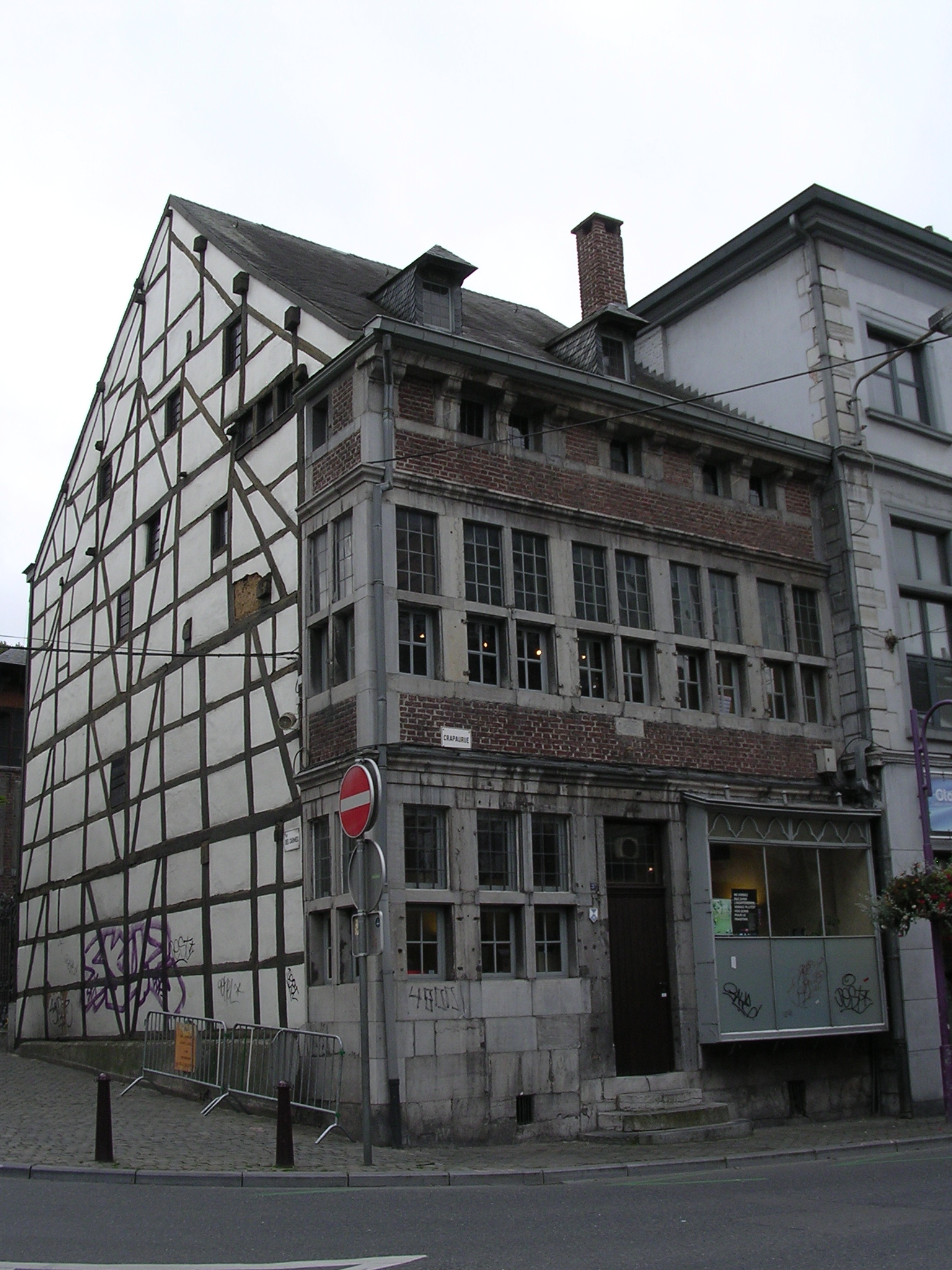
Façade avant et pignon
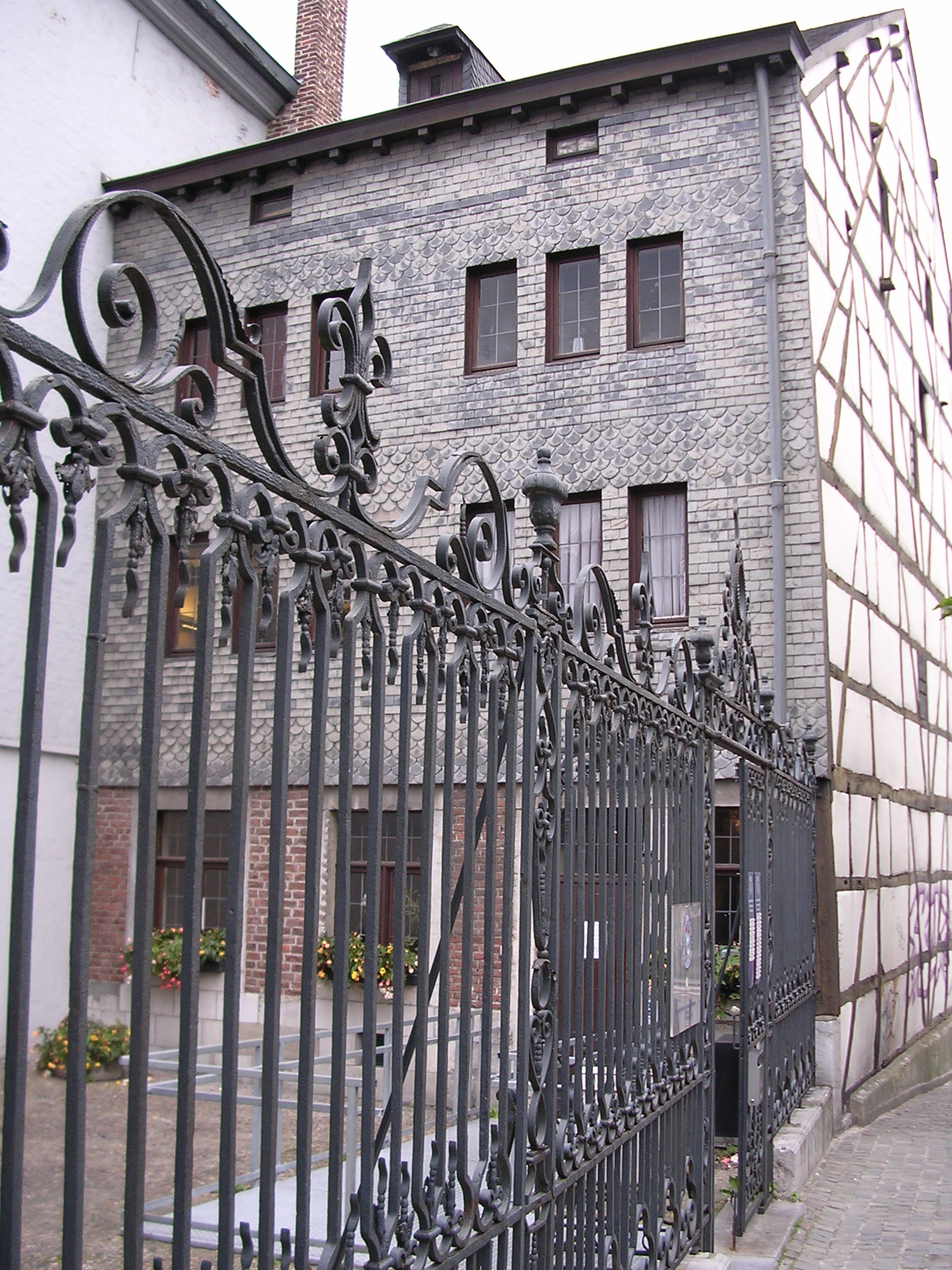
Façade arrière